# Зелденрюст, Саломон
Саломон Зелденрюст (нидерл. Salomon Zeldenrust, 17 февраля 1884 — 20 июля 1958) — нидерландский фехтовальщик, призёр Олимпийских игр.

## Биография
Родился в 1884 году в Амстердаме. В 1920 году принял участие в Олимпийских играх в Антверпене, где завоевал бронзовую медаль в командном первенстве на саблях; также участвовал в состязаниях по фехтованию на шпагах и рапирах, но в этих дисциплинах успехов не добился.